# Sleep Theory
Sleep Theory es una banda estadounidense de nu metal formada en Memphis, Tennessee en 2019. La banda está compuestos por el vocalista Cullen Moore, el guitarrista/vocalista Daniel Pruitt, el bajista Paolo Vergara y el baterista Ben Pruitt. La banda comenzó como un proyecto en solitario de Moore, veterano del ejército estadounidense, al que luego se unió Vergara. La banda combina estilos de heavy metal y R&B.
Lanzaron su primer EP Paper Hearts, en 2023, precedido por los sencillos "Another Way" y "Numb". El EP generó más de 33 millones de reproducciones en los meses siguientes. El 5 de febrero de 2025, anunciaron que su primer álbum titulado Afterglow, se lanzó el 16 de mayo de 2025.

## Historia
La banda comenzó en 2019 como un proyecto en solitario del ex soldado Cullen Moore. Poco tiempo después conoció al bajista Paolo Vergara, quien acababa de mudarse de Filipinas. Según Cullen Moore, los dos músicos buscaban un nombre “científico” y buscaron términos científicos en Google. Se encontraron con “REM Sleep” y “Theory”. En enero de 2023, Sleep Theory lanzó su sencillo debut Another Way, que recibió más de 500.000 visitas en TikTok en 36 horas. La banda se completó con los hermanos Daniel (guitarra) y Ben Pruitt (batería) y firmó con Epitaph Records en julio de 2023. Sleep Theory tocó su primer concierto en el Beale Street Music Festival en Memphis y luego se fue de gira como teloneros de Shinedown, Set It Off. La banda también tocó en el festival Louder Than Life.
El 29 de septiembre de 2023, Sleep Theory lanzó su EP debut Paper Hearts, producido por David Cowell. A principios de 2024, Sleep Theory realizó una gira por América del Norte con The Plot in You e Invent Animate, apoyando a Beartooth. A esto le siguió otra gira con Veil of Maya como actos de apoyo a la gira conjunta de Wage War y Nothing More. y una aparición en el festival Welcome to Rockville. 
En noviembre de 2024, Sleep Theory tocó junto a Hollywood Undead como teloneros de Falling in Reverse en Europa. El 16 de mayo de 2025, la banda lanzó su primer álbum Afterglow, producido por Dave y David Cowell. En los Heavy Music Awards de 2025, Sleep Theory fue nominado en la categoría de Mejor Artista Revelación Internacional.

## Estilo musical e influencias
El cantante Cullen Moore quería combinar su amor por el hard rock, el funk y el R&B con la banda. Además, Sleep Theory toma influencias de la música pop y del hip-hop, así como de bandas y artistas como Bad Omens, I Prevail, Linkin Park, Bring Me the Horizon, Paramore, Ariana Grande y Drake.
Sam Law de la revista británica Kerrang! recomendó la banda para los fans de Bring Me the Horizon, Beartooth y Sleep Token.

## Miembros
| Miembros actuales - Cullen Moore – voz principal aguda, armónica (2019–presente) - Daniel Pruitt – guitarra principal, voz gutural (2023–presente) - Paolo Vergara – bajo, coros (2019–presente) - Ben Pruitt – batería (2022–presente) | Miembros anteriores - Landen Terry – guitarra (2019–2023) - Alex Washam – batería (2020–2022) |

## Discografía

### Álbumes de estudio
- 2025: Afterglow

### EPs
- 2023: Paper Hearts

### Sencillos
| Título             | Año  | Mejor posición en listas | Mejor posición en listas | Mejor posición en listas | Mejor posición en listas | Mejor posición en listas | Álbum                  |
| Título             | Año  | US Alt.                  | US Hard Rock             | US Hard Rock Digi.       | US Main.                 | US Air.                  | Álbum                  |
| ------------------ | ---- | ------------------------ | ------------------------ | ------------------------ | ------------------------ | ------------------------ | ---------------------- |
| "Another Way"      | 2023 | ―                        | —                        | —                        | —                        | —                        | Paper Hearts           |
| "Numb"             | 2023 | —                        | 14                       | —                        | 9                        | 24                       | Paper Hearts/Afterglow |
| "Gone or Staying"  | 2023 | —                        | —                        | —                        | —                        | —                        | Paper Hearts           |
| "Fallout"          | 2024 | —                        | 6                        | —                        | 2                        | 14                       | Paper Hearts/Afterglow |
| "Stuck in My Head" | 2024 | 31                       | 5                        | 6                        | 1                        | 11                       | Afterglow              |
| "Paralyzed"        | 2024 | —                        | 15                       | —                        | —                        | —                        | Afterglow              |
| "Static"           | 2025 | —                        | 5                        | 3                        | 17                       | —                        | Afterglow              |
| "III"              | 2025 | —                        | 17                       | —                        | —                        | —                        | Afterglow              |